# Symbolisme des sons
Cet article concerne le symbolisme phonique. Pour le symbolisme phonétique, voir Symbolisme phonétique.
Le symbolisme des sons est la portée, la signification des sons, soit naturels, soit humains (articulés, psalmodiés, chantés), soit musicaux (chantés, instrumentaux).
Le symbolisme des sons concerne les sons en tant que symboles, dans leur puissance à représenter analogiquement, à être interprétés, à porter sens et valeurs (en plus de l'aspect pratique ou matériel). On entre dans l'étude des sons en tant que symboles (symbologie) ou en tant que systèmes (symbolique) ou dans l'examen de leur capacité à désigner, à signifier, à exercer une influence (symbolisme). Le son en général a son symbolisme (il représente le côté vibratoire des choses), et chaque son en particulier a son symbolisme (le phonème /i/ représente l'aigu, la note de musique la représente l'âme).
Sous peine de délire, la symbolique ne doit pas sortir du cadre de l'acoustique et tenir compte des caractéristiques du son : un son est une « sensation auditive produite sur l'organe de l'ouïe par la vibration périodique ou quasi périodique d'une onde matérielle propagée dans un milieu élastique, en particulier dans l'air »[réf. nécessaire].

## Distinctions
- Sons naturels, sons du langage articulé humain (phones), sons musicaux.

? Ecouter les notes de musique [Fiche]
- Son et phonème. « Le phonème est la plus petite unité distinctive (c'est-à-dire permettant de distinguer des mots les uns des autres) que l'on puisse isoler dans la chaîne parlée. Un phonème est en réalité une entité abstraite, qui peut correspondre à plusieurs sons. Il est en effet susceptible d'être prononcé de façon différente selon les locuteurs ou selon sa position et son environnement au sein du mot » ; on en compte environ 37 en français, 48 en sanskrit. On écrit les graphèmes entre guillemets français simples : arrivée = <arrivée> ; les sons entre crochets droits : arrivée = [a.ri.ve] ; les phonèmes entre barres obliques : arrivée = /aRive/. Mot écrit = <endurer> ; phonétique = [ɑ̃.d̪y.ˈʁe] ; phonologie = /ɑ̃.dy.re/.

Phonèmes du français (37, sans la jota espagnole, etc.), d'après le Paul Robert (1987) :
1. Voyelles.
  1. Phonème /i/ : il ;
  2. Phonème /e/ : blé ;
  3. Phonème /ε/ : lait ;
  4. Phonème /a/ : plat ;
  5. Phonème /ɑ/ : pâte ;
  6. Phonème /ɔ/ : mort ;
  7. Phonème /o/ : mot ;
  8. Phonème /u/ : genou ;
  9. Phonème /y/ : rue ;
  10. Phonème /ø/ : peu ;
  11. Phonème /œ/ : peur ;
  12. Phonème /ə/ : le ;
  13. Phonème /ɛ̃/ : plein ;
  14. Phonème /ɑ̃/ : sans ;
  15. Phonème /ɔ̃/ : bon ;
  16. Phonème /œ̃/ : brun.
2. Semi-consonnes.
  1. Phonème /j/ : yeux ;
  2. Phonème /w/ : oui ;
  3. Phonème /ɥ/ : lui.
3. Consonnes.
  1. Phonème /p/ : père ;
  2. Phonème /t/ : terre ;
  3. Phonème /k/ : cou ;
  4. Phonème /b/ : bon ;
  5. Phonème /d/ : dans ;
  6. Phonème /g/ : gare ;
  7. Phonème /f/ : feu ;
  8. Phonème /s/ : sale ;
  9. Phonème /ʃ/ : chat ;
  10. Phonème /v/ : vous ;
  11. Phonème /z/ : zéro ;
  12. Phonème /ʒ/ : je ;
  13. Phonème /l/ : lent ;
  14. Phonème /ʁ/ : rue ;
  15. Phonème /m/ : main ;
  16. Phonème /n/ : nous ;
  17. Phonème /ɲ/ : agneau ;
  18. Phonème /h/ : hop ;
  19. Phonème /ŋ/ : camping ;
  20. Phonème /x/ : (jota, esp.).
4. Cas particuliers.
  1. Cas du « x » : [ks], [gz], [z] ;
  2. Cas du « y » : prononcé doublement.

- Symbole, symbolique, symbologie. Symbolique et symbolisme sont liés.

1. « Le symbole est un signe concret évoquant par un rapport naturel quelque chose d'absent ou d'impossible à percevoir » (André Lalande, Vocabulaire technique et critique de la philosophie).
2. Le symbolisme des sons concerne d'une part leur capacité à signifier, peut-être à agir, influencer, activer, d'autre part leur statut à être interprétés.
3. La symbolique des sons concerne le système signifiant des sons. D'une part, ils forment ensemble un système, un tout, un ensemble, un complexe ; d'autre part, chacun entre dans un réseau (chacun appelle son contraire, son complémentaire, son proche, sa forme ancienne, sa figuration, etc.).

- Syntaxe, sémantique, pragmatique. L'approche sémiotique, depuis Charles W. Morris[1], examine trois points de vue, qu'on peut appliquer au symbolisme du son :

1. la syntaxe (les rapports entre sons),
2. la sémantique (le sens des sons, ce qu'ils désignent indirectement, par analogie naturelle)[soit relation signifiant/signifié, soit relation signe/référent],
3. la pragmatique (l'utilisation de sons symboliques dans une situation de communication).

## Analogies et correspondances; synesthésies
- Voir : Analogies et correspondances.

On saisit mieux le symbolisme des sons en mettant un son en correspondance avec des éléments appartenant à un autre domaine, analogue. Les sons correspondent, sympathisent souvent avec les couleurs. On voit le tonique i en corrélation avec le jaune, acide.
Les pythagoriens ont affirmé que l'astronomie et l'harmonie sont des sciences sœurs (Platon, La République, 530 d). Pour eux, il y a « correspondance entre les intervalles des 7 notes de la gamme de Pythagore jouées sur les 7 cordes de la lyre, et les distances des 7 corps [planétaires] à la Terre sur l'heptacorde cosmique (les cinq planètes connues, le Soleil et la Terre) ».
Sons et planètes. Les textes magiques grecs disent parfois que les sept voyelles symbolisent les sept dieux planétaires. D'après Plutarque, A est lié à la Lune, à la note si, au lundi ; E : Mercure, do ; H : Vénus, ré ; I : Soleil, mi ; O : Mars, fa ; Y : Jupiter, sol ; oméga : Saturne, la. Kepler, passionné par l'harmonie des sphères (la musique entre planètes), suppose que le ton de Saturne à son aphélie est le sol, en son périhélie le si ; le ton de Mars, à son périhélie, est le mi. L'ensemble des planètes constitue un chœur où la basse est dévolue à Saturne et Jupiter, le ténor à Mars, l'alto à la Terre et à Vénus, le soprano à Mercure.
Sons et couleurs. Newton (1704) était convaincu qu'il devait y avoir une parfaite correspondance entre les diverses couleurs et les notes de la gamme. Voltaire, dans les Éléments de philosophie de Newton (1738), p. 182, résume les résultats : « La plus grande réfrangibilité du violet répond à ré ; la plus grande réfrangabilité du pourpre répond à mi. » Violet/ré, pourpre/mi, bleu/fa, vert/sol, jaune/la, orange/si, rouge/do (ut). Voltaire ajoute : « Cette analogie secrète entre la lumière et le son donne lieu de soupçonner que toutes les choses de la nature ont des rapports cachés que peut-être on découvrira quelque jour. » Un occultiste du XIXe s., maître Philippe, de Lyon, soutenait ceci : « Les sons, comme la lumière, sont formés de couleurs qui exercent une grande influence sur l'organisme. Do (rouge) : il excite le cerveau et agit sur l'estomac et les intestins. Ré (orangé) : il agit sur l'estomac, l'abdomen, les intestins... Mi (jaune) : action sur le cœur, la rate. Fa (vert) : il contracte le diaphragme. Sol (bleu) : il agit principalement sur la partie supérieure des organes et sur les bras. La (indigo) : donne des tremblements (cœur et région cardiaque). Si (violet) : elle agit directement sur le cœur lui-même. »
Sons et couleurs. Dans son livre, Du spirituel dans l'art (1911), Kandinsky justifie les couleurs par leur musique, il assimile les couleurs à des sons.
Sons et lettres. Chaque lettre écrite ou caractère d'imprimerie a, selon Ramus (Gramere, 1562, p. 24), trois aspects : le son, la figure, le nom. Le V a pour son « vé », pour figure typographique V ou v.
Sons et nombres. Dans un parallèle qui doit beaucoup à la cybernétique, Alain Daniélou schématise le cerveau humain en le comparant à un circuit électronique qui utiliserait trois systèmes de numération: binaire, ternaire et quinaire. De fait, tous les intervalles reconnaissables à l'oreille correspondent, selon l'auteur, à des rapports de fréquence qui s'écrivent comme produit ou quotient des nombres 2, 3 et 5. A contrario, l'oreille ne reconnaît pas un intervalle qui ferait intervenir le facteur 7 ou tout autre nombre premier supérieur.
Certaines personnes perçoivent un son en couleur, ou avec une forme... : il y a synesthésie.

## Voyelles
Swedenborg déclare : « Le langage des anges célestes sonne beaucoup en voyelles U et O ; et le langage des anges spirituels en voyelles E et I. »

## Techniques de décodage
Il y a deux niveaux dans l'art de décoder (identifier et interpréter) les symboles, leur code : le déchiffrage et le décryptage. Quand on déchiffre, on connaît le code ; quand on décrypte : on ne le connaît pas.
- Première technique : le répertoire. Il faut identifier les objets porteurs de tel son. Qu'est-ce qui émet un son aigu et quel est, éventuellement, le point commun entre les objets émettant un son aigu ?
- Deuxième technique : le système. On doit examiner les rapports avec les autres sons. À quel son l'aigu de tel objet est-il opposé, ou accouplé, ou similaire ?
- Troisième technique : le vécu. Quel effet produit psychologiquement et physiquement tel son ?
- Quatrième technique : le savoir. Que disent les traditions (chansons, proverbes, mythes, contes, etc.) et les savants (musiciens, linguistes, philosophes, théologiens, etc.) ?

## Le symbolisme des notes de musique
Marc-Antoine Charpentier (1635-1704) dans son Règles de composition (1690) présente ainsi les « propriétés des modes » :

« Do majeur gai et guerrier

Do mineur sombre et triste

Ré mineur grave et pieux

Ré majeur joyeux et très guerrier

Mi mineur efféminé, amoureux et plaintif

Mi majeur querelleur et grognon

Mi bémol majeur cruel et sévère

Fa majeur furieux et emporté

Fa mineur obscur et plaintif

Sol majeur tranquillement joyeux

Sol mineur sérieux et magnifique

La mineur tendre et plaintif

La majeur joyeux et pastoral

Si bémol majeur magnifique et joyeux

Si bémol mineur obscur et terrifiant

Si mineur solitaire et mélancolique

Si majeur sévère et plaintif. »

Selon O. M. Aïvanhov, « le sol représente le cœur, le ré l’intellect, le la l’âme, et le mi l’esprit.

## Le symbolisme des sons en philosophie grecque
Les philosophes grecs sensibles aux mots essaient de trouver du sens dans l'étymologie ou les homophonies. Par exemple, Platon (Phédon, 80 d), Plotin, Porphyre de Tyr, font dériver le mot « Hadès » ('Aidês, le dieu de la mort, les Enfers) de aidês (« invisible »).
Platon, dans le Timée, décrit comment le Démiurge façonne l'Âme du monde. J.-Fr. Mattéi résume : 
« Le démiurge va tirer de sa composition finale une structure harmonique suggestive dont les calculs témoignent d'une influence pythagoricienne. Elle est constituée par une double progression géométrique de raison 2 (1, 2, 4, 8) et de raison 3 (1, 3, 9, 27), qu'il est commode de disposer sur un diagramme en forme de lambda majuscule (Λ), selon un schéma que l'on trouve chez Proclus. Cette figure porte, sur chaque côté de l'angle, les nombres respectifs de la série paire et de la série impaire. Le dernier de ces nombres (27) est égal à la somme des six précédents (1 + 2 + 3 + 4 + 8 + 9 = 27)... La progression selon le facteur 2 donne les octaves par doublement successifs des intervalles (1, 2, 4, 8 = Do1, Do2, DO3, D04...), alors que la progression selon le facteur 3 forme les douzièmes justes (1 = Do, 3 = Sol, 9 = Ré, 27 = La, 81 = Mi, 243 = SI...). On peut alors combler les intervalles musicaux doubles ou triples pour former la gamme complète en s'aidant de deux proportions continues ou 'médiétés', l'une arithmétique (de type 1, 2, 3), l'autre harmonique (de type 3, 4, 6), bien connues des pythagoriciens, en particulier Archytas. L'intervalle des nombres de 1 à 2 sera composé des nombres 1 (Tonique), 4/3 (Quarte), 3/2 (Quinte) et 2 (Octave) ; le ton, dont la valeur est 9/8, se situe entre la quarte et la quinte, puisque 3/2 : 4/3 = 9/8. L'Âme du monde est ainsi composée de cinq tons majeurs égaux entre lesquels est intercalé comme 'reste', leimma, l'intervalle de 256/243 (= 1,053), mesure du demi-ton diatonique de la gamme naturelle de Pythagore, qui est un peu plus faible que notre demi-ton tempéré (16/15 = 1,066). »
Dans le Cratyle, Platon avance l'hypothèse de la « rectitude des noms ». Les noms, du moins les parfaits, auraient une origine naturelle, seraient conformes à la volonté des dieux ou suivraient la saine raison. Par exemple, le « r » roulé nécessite un mouvement de la langue, donc il reflète la mobilité.

## Le symbolisme des sons en magie grecque
Les Papyrus Grecs Magiques (Ier s. av. J.-C. - Ve s.) contiennent des textes souvent fondés sur les sons, des sons magiques, magiques par allitérations, répétitions, correspondances entre les voyelles et des forces de la nature, mots étrangers (hébreux, égyptiens) : bériambo, bériambébo... euphorba, phorba, phorboréou, borborpha erphor phorbaio. Figurent des noms de dieux étrangers (Adonaï...).
« Charme pour attirer à soi quelqu'un, sur de la myrrhe qu'on fait brûler. En la faisant brûler sur des charbons, prononce de manière pressante la formule. Formule : Tu es la myrrhe, l'amère, la difficile, la réconciliation des combattants, celle qui fait brûler et contraint à aimer ceux qui ne se soumettent pas à Érôs. (...) T'ayant adjurée, toi, je t'adjure maintenant encore, Adonaï [un des noms du Dieu juif], Barbar, Iaô, Zagourê, Harsamosi, Alaous et Salaos. Je t'adjure, toi, qui fortifies l'homme pour qu'il vive : écoute, écoute, Dieu grand, Adonaï Ethuia, engendré de toi-même, éternel dieu, Eionê, Iaô Aiô, Aiô, Phnéôs, Sphnintès, Arbathiaô, Iaô, Iaê, Iôa, Ai, toi qui es Ouêr, gonthiaôr, Raraêl, abra [quatre, en hébreu], abra, Soroormérphéergar, mar baphriouirinx, Iaô, Sabaoth, Maskelli Maskellô Amonsoé, Anoch, Rinch, phnoukéntabaoth, sousaé, Phinphésêch, maphirar, amourin, Ibanaoth, Arouêr, chnouph, Anoch, Bathi, ouch Iarbas, babaubar, Éloai [un des noms du Dieu juif] : conduis Une telle, fille d'Une telle, vers moi. »
Corpus Hermeticum (entre 100 et 300, attribué à Hermès Trismégiste, XVI :
« La particularité même du son et la propre intonation des vocables égyptiens retiennent en elles-mêmes l’énergie des choses qu’on dit… Préserve bien ce discours de toute traduction, afin que de si grands mystères ne parviennent point jusqu’aux Grecs et que l’orgueilleuse et pompeuse élocution des Grecs ne fasse point pâlir ni disparaître la gravité, la solidité, la vertu efficace des vocables de notre langue. Car les Grecs, ô roi, n’ont que des discours vides, bons à produire des démonstrations, et c’est là, en effet, toute la philosophie des Grecs, un bruit de mots. Quant à nous, nous n’usons pas de simples mots, mais de sons tout remplis d’efficace. »

## Le symbolisme des sons en Inde: lesmantra
- Voir : mantra.
- Voir : Om̐.

Ce symbole représente Om̐, l'un des plus importants symboles religieux de l'hindouisme.

Abhinavagupta, dans son Tantâloka, insiste sur les trois voyelles fondamentales que sont A, I et U (prononcé « ou »). A représente l'énergie de conscience,I représente l'énergie d'élan, et U représente l'énergie de connaissance. Â (a long) représente la joie, Î (i long) représente l'effervescence, Û (u long) représente la déficience, 0 représente l'activité.

## Les chakras
Chaque chakra est en corrélation avec un phonème, par exemple le phonème /i/ avec le troisième œil.
En Inde, le do est lié à muladhara chakra, il signifie détermination, autorité naturelle ; le ré est lié à svadhishthana chakra, il signifie amitié, sympathie ; le mi est lié à  manipura chakra, il représente les idées créatives, l'esprit éclairé ; le fa est lié à anahata chakra, il symbolise la discrimination, la justice impitoyable ; le sol est lié au vishuddha chakra, il représente la compréhension, la compassion ; le la à bindu chakra; le si est lié au ajna chakra, il représente l'altruisme, le dévouement.

## Dans la chrétienté
Certains livres sur la prière du Notre Père affirment que lors de sa diction, ses phrases ont un effet sur le corps et le mental humain.